# ВИЧ-диссидентство

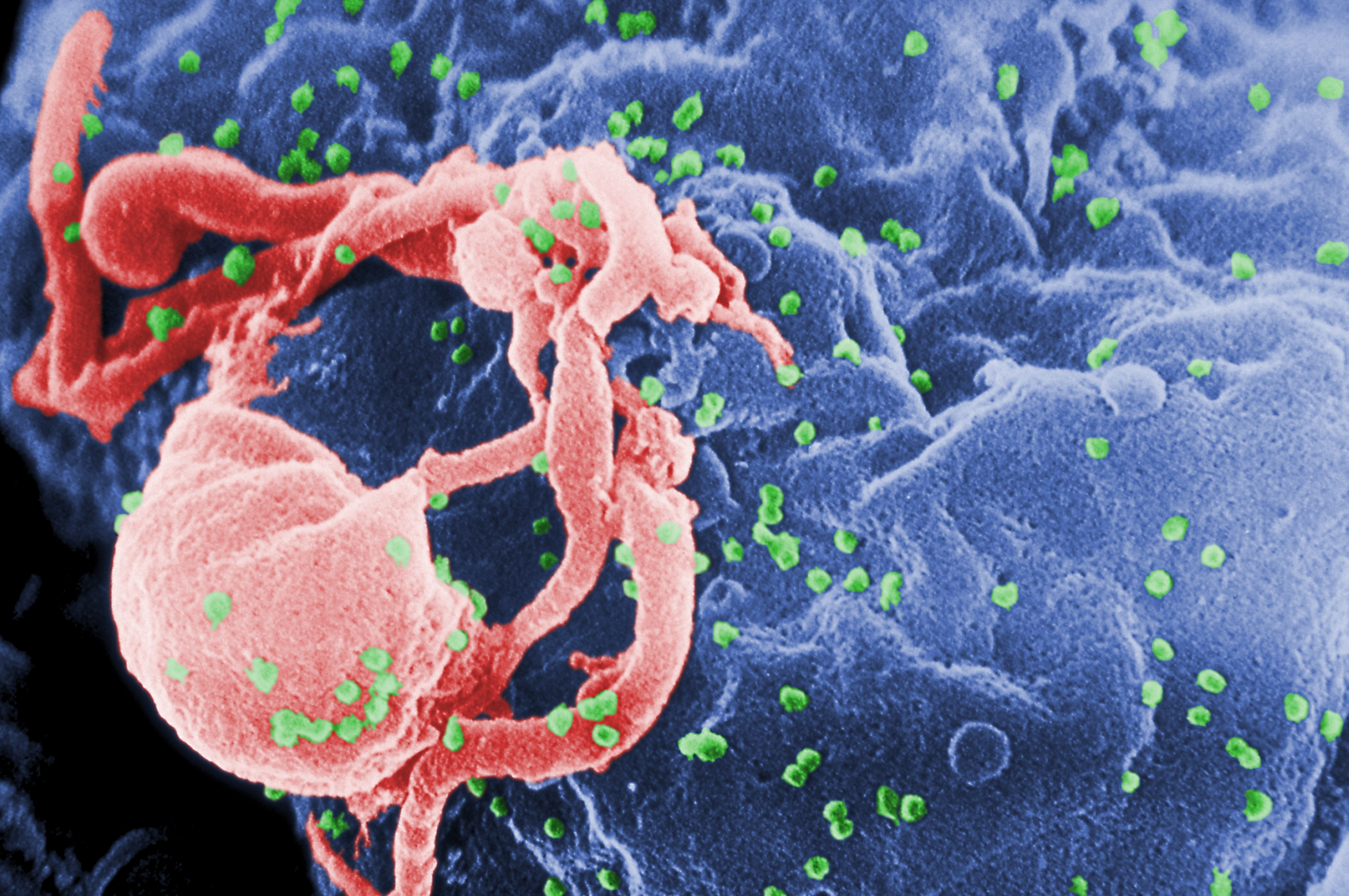
Изображение, сделанное РЭМ. На нём виден заражённый T-лимфоцит. Многочисленные отмеченные зелёным цветом круглые выпуклости на его поверхности — места сборки и отпочковывания вирионов ВИЧ-1

ВИЧ-диссидентство (англ. HIV/AIDS denialism, сторонники движения также известны как ВИЧ-отрицатели) отрицает общепринятую доказанность того, что вирус иммунодефицита человека является инфекционным агентом ВИЧ-инфекции.
Взгляды участников движения разнятся. Некоторые из них отрицают факт выделения и существования ВИЧ и, соответственно, СПИДа. Другие признают факт существования ВИЧ, но отрицают его связь со СПИДом, объявляя последний результатом воздействия других факторов. Среди них также распространено безосновательное мнение, что «токсичная» терапия от ВИЧ-инфекции является причиной возникновения СПИДа.
Для сторонников движения характерны конспирологические взгляды, представления о существовании заговора фармкомпаний и врачей, якобы заинтересованных в продаже «вредных» лекарств от ВИЧ-инфекции. ВИЧ-диссиденты категорически отказываются от приёма антиретровирусной терапии, пытаясь лечить иммунодефицит различными альтернативными методами, что нередко приводит к летальному исходу, а также способствует распространению ВИЧ-инфекции. ВИЧ-положительные отрицатели могут скрывать свой статус, поскольку не верят в существование вируса, тем самым подвергая риску заражения своих половых партнёров.
Научное сообщество не принимает взгляды участников движения и считает их псевдонаучными. Аргументы ВИЧ-отрицателей основаны на теориях заговора, выборочном либо искажённом представлении фактов и устаревших данных. Поскольку в медицинской науке подобные взгляды считаются маргинальными и всерьёз не рассматриваются, ВИЧ-диссиденты распространяют свои идеи в интернете на различных сайтах, стремясь привлечь на свою сторону недостаточно осведомлённую в медицинских вопросах аудиторию.
В настоящее время ВИЧ-диссидентство как явление вызывает научный интерес только у социологов и философов. Специалисты считают ВИЧ-диссидентство разновидностью «медицинского дениализма» и ставят его один ряд с антивакцинаторством, ковид-диссидентством и другими подобными псевдонаучными течениями.

## История вопроса
СПИД — заболевание, которое впервые было зафиксировано в 1981 году и поначалу получило название «болезни четырёх Г» (англ. 4-H disease), так как было обнаружено у жителей или гостей из Гаити, гемофиликов, потребителей героина, и гомосексуалов (англ. Haiti, hemophilia, heroine, homosexual). После того как было показано, что данное заболевание не является эндемичным лишь для данных категорий лиц, на конференции в июле 1982 года была введена в употребление аббревиатура AIDS (СПИД). Спустя некоторое время был обнаружен вирус, вызывающий заболевание, и к концу 1980-х годов с научной точки зрения вопрос того, что вызывает СПИД, был решён.
В 1981 году были опубликованы две статьи о необычных случаях развития пневмоцистной пневмонии и саркомы Капоши у мужчин-гомосексуалов. Тогда для обозначения новой болезни был предложен термин «гей-связанный иммунодефицит» или «иммунодефицит, передаваемый гомосексуалами» (GRIDS — англ. Gay related immunodeficiency syndrome). В июле 1982 года после выявления этой болезни у другой группы населения термин был изменён на СПИД — синдром приобретённого иммунного дефицита (AIDS). В сентябре того же года на основе ряда оппортунистических инфекций, диагностированных у приезжих из Гаити, мужчин-гомосексуалов, потребителей инъекционных наркотиков и больных гемофилией A и B СПИДу впервые было дано полноценное определение как болезни.
В период с 1981-го по 1984 год вышло несколько работ, связывающих опасность развития СПИДа с анальным сексом или с влиянием наркотиков.
Параллельно велись работы над гипотезой о возможной инфекционной природе СПИДа. Результаты исследований, в которых из тканей пациентов впервые удалось выделить новый ретровирус, были опубликованы 20 мая 1983 года в журнале «Science». В этих статьях сообщалось об обнаружении нового вируса, принадлежащего к группе HTLV вирусов. Исследователи выдвигали предположение, что выделенные ими вирусы могут вызывать СПИД.
23 апреля 1984 года на пресс-конференции в Вашингтоне, Маргарет Хеклер (англ. Margaret Heckler), за 2 недели до выхода результатов исследований в «Science», объявила, что Роберту Галло вместе с сотрудниками удалось найти возможную причину СПИДа. ВИЧ-диссиденты часто указывают, что именно из-за этого «преждевременного», по их мнению, сообщения об обнаружении вируса, причинная связь между ВИЧ и СПИДом была безосновательно принята широкой общественностью и научным сообществом за аксиому, по политическим причинам и/или из соображений личной выгоды для заинтересованных учёных или для фармакомпаний, как утверждает Ольга Ковех.
Результаты исследований, о которых шла речь 23 апреля на пресс-конференции, были опубликованы 4 мая 1984 года. Исследователи сообщили о выделении вируса, носившего на тот момент название HTLV-III, из лимфоцитов 26 из 72 обследованных больных СПИДом и 18 из 21 больных с пре-СПИД состоянием. Ни у кого из 115 здоровых гетеросексуальных индивидов контрольной группы вирус обнаружить не удалось. У клинически здорового гомосексуала с обнаруженным вирусом СПИД развился через 6 месяцев. Исследователи отметили, что малый процент выделения вируса из крови больных СПИДом вызван малым количеством Т4 лимфоцитов, клеток, в которых, предположительно, размножается ВИЧ.
Кроме того, учёные сообщили об обнаружении антител к вирусу, об идентификации ранее описанных у других вирусов и прежде неизвестных антигенов HTLV-III и о наблюдении размножения вируса в популяции лимфоцитов. Таким образом, им впервые удалось выделить вирус из тканей больных СПИДом, пересадить в культуру клеток, размножить и сфотографировать.
Летом 1984 года психиатр Каспер Шмидт (англ. Casper Schmidt) в своей статье высказал первую известную критику связи СПИДа и нового вируса. Шмидт утверждал, что СПИД имеет психосоциальное происхождение, а гипотеза о его инфекционной природе порождена стереотипным мышлением учёных, склонных искать вирусы для неизученных болезней. Шмидт умер от СПИДа в 1994 году.
1985 год — ещё одна группа исследователей сообщила о независимом выделении вируса у пациентов с диагнозом СПИД и индивидов из групп риска.
1986 год — обнаружено, что вирусы, открытые в 1983 французскими и американскими исследователями, генетически идентичны. Первоначальные названия вирусов упразднены и предложено одно общее название — ВИЧ.
В 1987 году вышла статья в рецензируемом научном журнале Cancer Research, a в 1988 году в нерецензируемом журнале Medical Hypotheses. В данных статьях участники движения по отрицанию ВИЧ/СПИДа заявляли, что утверждение «ВИЧ вызывает СПИД» не доказано.
В статье 1993 года подвергались критике методы выделения вируса ВИЧ и тесты на него. В данной статье Элени Пападопулос-Элеопулос (Eleni Papadopulos-Eleopulos) утверждала, что выделение вируса HTLV-III не было сделано однозначно. По её мнению, это связано со сложностью выделения вирусов, и ретровирусов в особенности, так как концентрация вириона (свободной частицы вируса, способной заразить новую клетку) ретровируса в крови может быть очень мала, a ретровирус большую часть своего жизненного цикла проводит в виде провируса (ДНК вируса, встроенной в ДНК клетки хозяина); выделяется обычно смесь, в которой присутствуют посторонние частицы.
Активным отрицателем вирусной природы СПИДа выступал президент ЮАР в 1999—2008 годах Табо Мбеки с подачи министра здравоохранения Манто Чабалала-Мсиманг. Несмотря на бушующую в стране эпидемию СПИДа, он противодействовал деятельности международных медицинских организаций и увольнял сторонников медицинского вмешательства, отстаивая таким образом интересы африканских племенных колдунов. Известна его цитата: «От СПИДа можно отмыться в душе»
Современные публикации на СПИД-диссидентских сайтах представляют собой пересказ материалов конца 1980-х — начала 90-х годов, новое не рассматривается.

### История ВИЧ-диссидентства в СССР и России
В СССР ВИЧ-диссидентство также зарождается очень рано: с приходом вируса на его территорию в середине 1980-х. Одним из первых заражённых, скорее всего, был военный переводчик-гомосексуал, вернувшийся на родину, в Армавир в 1982 году. Согласно другой версии, это был матрос, заразившийся в Конго или Анголе в начале 1980-х. С тех пор количество ВИЧ-инфицированных было около тридцати. В 1988 году в детской больнице столицы Калмыцкой АССР Элисте произошло массовое заражение ВИЧ, к которому привела халатность врачей и использование многоразовых и нестерильных шприцов. Оттуда ВИЧ распространился по всему Северному Кавказу. Несмотря на возбуждение уголовного дела и его возобновления в 2011 году, виновные так и не были наказаны.
Именно тогда проявились первые ростки ВИЧ-диссидентства: в стране началась паника, люди отказывались от проведения медицинских процедур. Однако руководства больниц были вынуждены разрешить пациентам приносить шприцы с собой.
Большинство публикаций на отечественных СПИД-диссидентских сайтах являются переводными.

## Текущее состояние
В марте 2006 года вышла статья в литературно-публицистическом журнале «Harper's Magazine» «Вне контроля: СПИД и коррупция в медицинской науке», которая вызвала большой резонанс в американском медицинском сообществе. В ответ многие учёные, включая одного из первооткрывателей ВИЧ Р. Галло, выступили в защиту теории «ВИЧ — причина СПИДа», указывая на манипуляцию данными и фактические ошибки, допущенные журналисткой. Александр Гордон посвятил этой теме выпуск своей передачи «Гордон Кихот» от 23 апреля 2010 года. Что характерно, после выхода этого выпуска, количество ВИЧ-диссидентов в России резко увеличилось. Эта телепередача послужила пропаганде СПИД-диссидентства.
Распространению ВИЧ-диссидентства в России способствуют недостаточное просвещение в этом вопросе (в том числе и половое), дискриминации людей из групп риска, прежде всего наркоманов и гомосексуалов, а также религиозные, идеологические и моральные предубеждения россиян.
Отношение к СПИДу и ВИЧ в России со стороны Русской православной церкви выражено в «Концепции участия Русской Православной Церкви в борьбе с распространением ВИЧ/СПИДа и работе с людьми, живущими с ВИЧ/СПИДом», опубликованной Священным Синодом в 2005 году. В Концепции отмечается, что «Русская Православная Церковь в лице священнослужителей и мирян принимает участие в борьбе с эпидемией вируса иммунодефицита человека / синдрома приобретённого иммунодефицита (СПИДа) и в преодолении её последствий», но при этом считает, что главным фактором распространения ВИЧ/СПИДа являются бездуховность и утрата обществом нравственных устоев и ориентиров, а социальный и медицинский факторы второстепенны.
Всего с 2015 года, по данным сообщества в ВК «ВИЧ/СПИД диссиденты и их дети», из-за отказа от лечения умерло 97 россиян-ВИЧ-диссидентов. Также, по информации группы «ВИЧ — НЕ МИФ!», в случае смерти больных, администрация ВИЧ-диссидентских групп замалчивают и отрицают их существование при жизни:

Понаблюдав несколько лет за группами ВИЧ-диссидентов, можно заметить как время от времени меняется состав активных ВИЧ-положительных участников, а также ВИЧ-положительных админов этих групп. Они попросту умирают от СПИДа, поверив таким группам и отказавшись от лечения ВИЧ-инфекции. Администрация ВИЧ-диссидентских групп тщательно скрывает факты смертей от СПИДа своих же бывших ВИЧ-положительных соратников. И новички вступающие в группы ВИЧ-диссидентов остаются в неведении, чем закончилось игнорирование ВИЧ-инфекции для бывших, а ныне покойных участников этих групп.
— https://vk.com/vichnemif?w=wall-68250378_31394 
Среди СПИД-диссидентов нет ни одного вирусолога. Две «иконы» отечественных отрицателей — патологоанатом и дама-врач.

### Запрет ВИЧ-диссидентства в РФ
В апреле 2018 года Минздрав РФ опубликовал для общественного обсуждения законопроект о запрете распространять информацию, содержащую призывы к отказу от лечения ВИЧ и пропаганду ВИЧ-диссидентства. В ноябре 2019 года данный законопроект был вынесен на обсуждение правительством, вызвав неоднозначную реакцию общественности.
Так, академик Вадим Покровский, директор Федерального методического центра по профилактике и борьбе со СПИДом оценил инициативу Минздрава следующим образом:
Вопрос о том, чтобы запретить ВИЧ-диссидентство давно уже поднимался. Я считаю, что запретить вредные идеи невозможно. Они всё равно будут возникать.
Бывший детский омбудсмен РФ Павел Астахов назвал пропаганду ВИЧ-диссидентства «общественно опасной», учитывая ситуацию с распространением вируса в России. По его словам, она «в каком-то смысле схожа с распространением информации экстремистского толка».

### Отдельные представители движения
- Питер Дюсберг[англ.]), профессор молекулярной и клеточной биологии Калифорнийского университета[69]. Дюсберг никогда не работал с ВИЧ/СПИДом[70]. В 1989 году Дюсберг использовал своё право, как член Национальной Академии Наук США, опубликовать свои аргументы в журнале «Proceedings of the National Academy of Sciences of the USA» без предварительного рецензирования. Редактор журнала вначале возражал, но, в конечном итоге, дал разрешение на публикацию Дюсберга, сопроводив своё решение следующим комментарием: «Если вы желаете опубликовать эти неподтверждённые, расплывчатые, предвзятые и вредные утверждения, пусть будет так. Но я не вижу, как они могли бы быть убедительными для любого научно подготовленного читателя»[71]. После 1998 года Дюсберг не опубликовал ни одной статьи по ВИЧ/СПИДу в рецензируемых научных журналах, кроме «Journal of Biosciences» (2003) Индийской Академии Наук[72]. В 2009 году статья Дюсберга не была принята нерецензируемым журналом «Medical Hypotheses». Ранее Дюсберг пытался опубликовать ту же статью в рецензируемом журнале «Journal of Acquired Immune Deficiency Syndromes», но она также не была принята, причём один из рецензентов предупредил Дюсберга о возможном расследовании по подозрению в нарушении этики научных исследований[73]. Для позиции Дюсберга характерен отказ от объективности и научных принципов[50].
- Кэри Муллис[74], лауреат Нобелевской премии по химии 1993 год за изобретение метода ПЦР. Муллис не является специалистом в области вирусологии. По свидетельству Джона Мартина (John F. Martin), президента Европейского Общества Клинических Исследований (European Society for Clinical Investigation) в 1990-е годы, председательствовавшего на 28-й конференции этого общества в Толедо, куда был приглашён Муллис, выступление Муллиса по проблеме ВИЧ ни по общему стилю, ни по научному содержанию не соответствовало публичному выступлению одного из ведущих учёных и, более того, могло потенциально оказать разрушительное влияние на молодых учёных. По заявлению самого Муллиса, он сфальсифицировал ряд данных, чтобы они выглядели более убедительно[75].
- «Пертская группа» из Королевского госпиталя Перта (англ. Royal Perth Hospital) (Австралия) — Э. Пападопулос-Элеопулос, В. Ф. Тёрнер и Джон Пападимитриу (англ. John Papadimitriou)[76]. В 2007 году, через 20 лет после того, как она впервые отвергла научные исследования СПИДа, Пападопулос-Элеопулос дала свидетельские показания на судебных слушаниях по делу мужчины, пытавшегося опротестовать приговор по обвинению в заражении ВИЧ женщин (сексуальным путём), которые ничего не знали о его ВИЧ-положительном статусе. На суде Пападопулос-Элеопулос утверждала, что ВИЧ — безвредный вирус, и что для обвинений подающего апелляцию мужчины нет оснований. Австралийский суд постановил, что Пападопулос-Элеопулос не обладает необходимой квалификацией, чтобы выражать мнение о существовании ВИЧ[77].
- Хайнц Людвиг Зенгер[нем.] (нем. Heinz Ludwig Sänger[78]), бывший профессор вирусологии и микробиологии Института биохимии[нем.] Общества Макса Планка, Мюнхен, ФРГ.
- Этьен де Харвен (фр. Etienne de Harven), бывший профессор патологии Университета Торонто (Канада). Был директором лаборатории электронной микроскопии факультета патологии Университета Торонто[79][80].
- Роберто Гиральдо (англ. Roberto A. Giraldo), доктор медицины, специалист в области внутренних болезней, инфекционных заболеваний, тропических инфекций, технолог лаборатории клинической иммунологии и молекулярной диагностики, медицинский центр Корнелл, Нью-Йорк[81]. Известен прежде всего благодаря демонстративной постановке сфальсифицированного эксперимента, в котором он умышленно поставил тесты с антителами к ВИЧ, чтобы доказать возможность получения ложно-положительных результатов при использовании визуально корректных методов, в действительности являющихся недостаточно корректными[82].
- Ольга Ко́вех (использовала псевдоним «Катя Ковач», известна[кому?] под прозвищем «Доктор Смерть») — бывшая врач-терапевт, известная в среде российских ВИЧ-диссидентов[83] и считающаяся их неофициальным лидером. Считает, что СПИД вызывается не ВИЧ (который по её словам, был придуман американским правительством в 1980-е годы[44][неавторитетный источник][84]), а стрессом, аутоиммунными явлениями, наркоманией и т. н. «спермотоксикозом» и советует лечиться с помощью барсучьего жира (одна из пациенток, которой Ольга посоветовала жир, впоследствии умерла), морковного, лукового и капустного соков и препарата «Преднизолон», который не восстанавливает иммунитет, а угнетает его. Также она отрицает существование лихорадки Эбола и туберкулёза, и называет «официальную теорию ВИЧ-СПИДа» лженаукой, действующей по принципу секты[44][неавторитетный источник]. До своего увольнения в декабре 2017 года работала в медпункте волгоградского вокзала[85], ранее работала в одном военном городке в Подмосковье[84]. При этом врачебного диплома её не лишили. В октябре 2017 году стала обладателем научной антипремии «Почётный академик ВРАЛ». Всего она проконсультировала около 50 человек, пятеро из них умерли[86].
- Протоиерей Дмитрий Николаевич Смирнов — священнослужитель и общественный деятель, настоятель храма святителя Митрофана Воронежского на Хуторской. В 2008 году в эфире передачи «Русский час» на канале «Спас» он заявил, что СПИДа и ВИЧ не существует, и что их никто никогда не видел, а симптомы, которые ему приписываются, на самом деле являются симптомами стресса, депрессии, вакцинации и внешней интоксикации[87][88]. Но во время авторской передачи на «Радио Радонеж» 16 сентября 2017 года[89] и дебатов на том же канале «Спас» в мае 2018 года, Смирнов опроверг свои утверждения об отрицании ВИЧ. После опровержения врач-инфекционист Василий Шахгильдян напомнил Смирнову, что ещё до того, когда тот поставил под сомнение существование ВИЧ, Священным Синодом РПЦ была одобрена вышеупомянутая концепция участия РПЦ в борьбе со СПИДом; и то, что людям легче подумать что СПИДа и ВИЧ нет, чем начать лечиться; а личности наподобие Смирнова помогают в распространении ВИЧ-диссидентства[44][90][неавторитетный источник].
- Софья Мясковская — орловская ВИЧ-диссидентка, приобретшая известность после своей смерти от двусторонней пневмонии[44][неавторитетный источник] в 2018 году в возрасте 36 лет. До этого она отказалась лечить своих детей, двое из которых — сыновья в возрасте 4 лет и одного года умерли. С 2011 года до своей смерти она оставила в группах ВИЧ-диссидентов около 4916 комментариев[86].

## Основные тезисы участников движения
Участники движения по отрицанию ВИЧ/СПИДа утверждают, что:
- ВИЧ не выделен однозначно и бесспорно. Не существует электронной фотографии вируса в чистом виде. Всё, что удалось выделить в крови больных СПИДом — это набор белков (p24, p41 и т. д.), но не существует доказательств, что все они и только они принадлежат одному вирусу ВИЧ. Следствие этого следующий пункт.
- Положительные тесты на антитела к ВИЧ (ИФА, иммуноблот) и количественные тесты (ПЦР) не являются ни качественными, ни количественными показателями наличия ВИЧ или обязательного развития болезни СПИД. Они показывают наличие антител, которые могут быть вызваны широким спектром болезней и состояний[54][55].

В статьях П. Дюсберга, написанных им лично или в соавторстве с практикующим врачом из Германии Клаусом Кёнляйном (Claus Koehnlein), а также в статьях В. Ф. Тёрнера приводятся следующие тезисы:
- ВИЧ — безвредный ретровирус, часто присутствующий у больных СПИДом.
- То, что ВИЧ вызывает СПИД, не доказано (так же считает К. Муллис[91])
- ВИЧ не вызывает СПИД; СПИД — неинфекционное заболевание (10 лет — слишком большой срок для утверждения, что СПИД вызван инфекцией); сочетание различных инфекций и неблагоприятных факторов вызывают СПИД (недоедание, приём наркотиков, анальный секс, стресс от диагноза и т. д.).
- СПИД — болезнь, часто излечимая.
- СПИД — сложный феномен со множеством причин, различными подходами к лечению и не сводящийся к одной причине.
- Анти-СПИД препараты, такие, как азидотимидин, часто вызывают разрушение иммунной системы наподобие химиотерапии при лечении рака и вызывают болезни, приписываемые ВИЧ.

## Аргументы участников движения
Участники движения по отрицанию ВИЧ/СПИДа аргументируют свои позиции рядом утверждений.
Аргументы участников движения, оспаривающие наличие эпидемии ВИЧ и роль ВИЧ в развитии иммунодефицита
- Как заявляет Пападопулос-Элеопулос, бесспорного выделения ВИЧ по правилам, принятым в 1983 году Институтом Пастера (Pasteur Institute), не сделано, a фотографии, представленные в 1984 году группой Галло, являлись снимками неочищенных клеточных структур[55].
- Участники движения ссылаются на статью 1985 года в журнале The Lancet, в которой говорилось, что амазонские индейцы, которые не имели контакта с людьми вне их племён, имели норму ВИЧ-серопозитивных по результатам тестов, подтверждённых иммуноблотом, от 3,3 до 13,3 % в зависимости от изучаемого племени, причём 3 положительных результата относятся к образцам крови, взятым в 1968 году. Все пациенты были здоровы на момент проведения анализа в 1985 г.[92]
- ВИЧ может существовать в популяции Homo sapiens давно. Антитела к ВИЧ обнаружены при использовании стандартных методов в сохранённых образцах, сделанных в 1959, 1969 и 1976 годах в Конго, США и Норвегии, соответственно[93]. То есть, по утверждениям участников движения, вирус может не являться ни чем-то новым, ни угрожающим вымиранию людей как вида.
- Как заявляют участники движения, клетки, в которых выращивается ВИЧ для создания тестов, в лабораторных условиях не погибают[94].
- Существуют так называемые нонпрогрессоры — люди, у которых обнаружены антитела к вирусу ВИЧ, но которые на протяжении 15—20 лет не проявляют признаков болезни. Уровень CD4 клеток остаётся в пределах нормы. За весь срок наблюдения (22 года с момента открытия вируса на время написания статьи) их состояние остаётся нормальным. Существует трудность интерпретации термина — нонпрогрессоры. В случае, если за время наблюдения у них будет обнаружено и вылечено, например, воспаление лёгких, то они из этой категории выбывают. С позиции патогенности вируса ВИЧ феномен нонпрогрессоров на сегодняшний день не объясним[95].
- Как заявляют участники движения, c 1984 года среднестатистические данные о сроке развития СПИДа после заражения ВИЧ увеличились[96] с 3 до 10—15 лет без приёма антиретровирусной терапии.
- В развитых странах, где анализ на ВИЧ был сделан большинству населения, по совокупности различных причин (рутинно в больницах при беременности и не только; при сдаче донорской крови; по профессиональным требованиям; по индивидуальной инициативе, в том числе рутинно; при получении вида на жительство и т. д.) количество новых регистрируемых случаев заражения ВИЧ остаётся практически постоянным. Например, в США количество зарегистрированных случаев среди женщин в год с 2000 за 4 года уменьшилось с 12280 до 10410[97]. При существовании эпидемии и утверждении, что вирус вышел из так называемых «групп риска», количество инфицированных должно возрастать.
- Среди около 30 болезней, при которых, при наличии позитивного результата на антитела к ВИЧ, ставится диагноз СПИД, нет ни одной ранее неизвестной и специфичной[98].
- Вероятность передачи вируса в одном половом акте слишком мала, чтобы утверждать, что вирус распространился в Африке после начала эпидемии (1970—1980 годы) половым путём. Различные исследователи приводят различные значения вероятности передачи при половом акте (0,01—3,1 %)[99][100].
- За время официальной эпидемии население Африки почти удвоилось (1980—470 млн, 2005—880 млн)[101]
- Страны, которые наиболее страдают от СПИДа (южная Африка), испытывают большие трудности с питанием, питьевой водой[102][103].
- Само определение больного СПИДом в странах южной Африки может быть дано без анализа на ВИЧ, а только по результатам общего состояния (повышенная температура, диарея в течение месяца, снижение веса на 10 %), что неоднократно критиковалось различными исследователями[104].
- За время существования антиретровирусной терапии показания к её применению сменились. Вначале применять её предполагалось сразу. Теперь — при сочетании нескольких факторов: повышенная вирусная нагрузка, снижение количества иммунных клеток CD4 ниже определённого уровня, наличие определённых инфекций. Это связано с недоказанностью положительного эффекта при асимптомном состоянии у ВИЧ-положительных пациентов[105].
- Ярко выраженная концентрация больных СПИДом в развитых странах в так называемых группах риска (87,4 % мужчин с диагнозом СПИД в США составляют мужчины-гомосексуалы и/или потребители наркотиков)[106]. Также этнический анализ больных в США показывает, что чернокожие чаще получают диагноз СПИД. Они составляют 12,9 % населения США, но их доля среди больных СПИДом — 43,1 %. Среди больных СПИДом в США 77 % составляют мужчины[106]. Инфекционное заболевание обычно не должно быть присуще какой-либо группе населения, но возможна генетическая предрасположенность к заболеванию, в том числе по группе крови или иным признакам.
- В 2003 году группа участников движения по отрицанию ВИЧ/СПИДа (Дюсберг, Кёнляйн, Рэзник) опубликовала в журнале Индийской академии наук «Journal of Biosciences» статью-гипотезу, то есть теоретическую статью, основные положения которой не базировались на каких-либо собственных экспериментах данных авторов. В этой статье приводятся нигде не публиковавшиеся ранее и никем не проверенные данные, якобы полученные ранее Кёнляйном (без участия Дюсберга и Рэзника). Как утверждает Кёнляйн, из 36 пациентов c диагнозом СПИД с 1985 по 2003 год, отказавшихся от приёма антиретровирусной терапии, умерло трое (8 %). Причины смерти или не связанные с ВИЧ (сердечный приступ), или выявленные на момент постановки диагноза (саркома Капоши, токсоплазмоз). Больные получали обычные препараты, назначаемые при соответствующих болезнях (ТБ, пневмония, диарея, псориаз и т. д.). Многие из них перешли из разряда СПИД больных в просто ВИЧ положительные. В то же время среди 18700 немецких больных, получивших диагноз СПИД и получавших анти-ВИЧ препараты в период с 1987 по 2000 год, умерло 11700 (63 %)[107].
- Всемирная организация здравоохранения рекомендовала в 2007 году ВИЧ-инфицированным матерям кормить детей грудным молоком первые 6 месяцев в странах, где приготовление полноценного стерильного искусственного питания плохо развито. Исследования показали, несмотря на вероятность передачи вируса от матери к ребёнку при грудном вскармливании, вероятность заразиться другими инфекционными болезнями гораздо выше. На 14-й конференции по ретровирусам и оппортунистическим инфекциям было сказано, что данная рекомендация приведёт к заражению 300 тыс. детей, но позволит спасти 1,5 млн[108]. Участники движения по отрицанию ВИЧ/СПИДа критикуют искусственное вскармливание, как метод борьбы со СПИДом, с 1999 года[109].
- Компании, выпускающие АРВТ-препараты, всячески препятствуют производству препаратов без лицензии другими фирмами, утверждая, что высокая цена на АРВТ, по которой они продаются, связана с большими затратами на разработку. Большинство исследований частными фирмами в направлении лечения СПИДа финансируется из государственных средств. Если речь идёт об эпидемии, угрожающей вымиранию целых стран в Африке, то почему до сих пор нет договорённости на уровне государств о возможности производить лекарства, полученные в развитых странах (США, Великобритания), фирмами Индии, Бразилии и т. д. Это привело бы к уменьшению цены в десятки раз[110].

Аргументы участников движения, использующие недостаточную специфичность методов исследования
- По утверждениям участников движения, описаны перекрёстные реакции тестов на ВИЧ с различными болезнями и состояниями (малярия, туберкулёз, беременность, прививка против гриппа).
- Согласно неопубликованному заявлению В. Ф. Тёрнера, методика подтверждения диагноза ВИЧ по результатам иммуноблота (количество полос, показывающих наличие антител к определённым белкам, необходимое для подтверждения диагноза ВИЧ+) отличается в разных странах. Как утверждает Тёрнер, результат, расцениваемый как положительный в Африке, может считаться отрицательным во Франции[111].
- Согласно неопубликованному заявлению В. Ф. Тёрнера, количественные ПЦР-анализы на определение количества РНК ВИЧ в крови для одного и того же забора крови по различным методикам и наборам различных производителей отличаются в сотни раз[112].
- Дюсберг утверждает, что количество РНК ВИЧ в крови может ничего не говорить о риске стадии СПИДа[113]. При этом он ссылается на статью Бениньо Родригеса и соавт. (Rodríguez et al., 2006)[114].
- Согласно заявлениям участников движения, влияние препаратов, разработанных якобы для борьбы с ВИЧ, неспецифично.
- Как утверждает Пападопулос-Элеопулос, тест на ВИЧ может не иметь других подтверждений в течение длительного времени, поэтому отличить ложноположительный результат от положительного на сегодняшний день не представляется возможным[115].

## Критика
Взгляды участников движения вызвали сравнительно небольшой интерес в научном сообществе, о чём свидетельствует незначительное число публикаций по данной теме в профессиональной литературе. Тем не менее, целая серия критических статей была опубликована в одном из ведущих научных журналов — Science, а также в других научных журналах. Взгляды участников движения были отклонены научным сообществом как противоречащие существующим данным, не имеющие свидетельств в свою поддержку и лженаучные (псевдонаучные).
Критики отмечают, что аргументы участников движения адресованы, прежде всего, широкой публике, нежели профессиональным учёным. Участники движения публикуют свои взгляды почти исключительно в нерецензируемых источниках: книгах, популярных журналах, интернет-сайтах, самиздатовских информационных листках и брошюрах, и лишь очень редко — в нерецензируемых медицинских журналах либо в нерецензируемых разделах (например, Комментарии, Письма к редактору) научных журналов.
Наряду с некоторыми учёными, отказавшимися от принципов научной объективности, участниками движения являются также люди, чья профессиональная компетенция далека от исследований ВИЧ и СПИДа и медицины в целом. К ним, в частности, относятся профессор юриспруденции, проповедник Филип Джонсон и эмбриолог-креационист Джонатан Уэллс — оба широко известны как псевдоучёные.
Социальный аспект критики состоит в том, что действия участников движения могут быть помехой для профилактики и лечения ВИЧ-инфекции и СПИДа. По мнению научного сообщества, люди, принявшие взгляды участников движения, будут склонны игнорировать меры профилактики ВИЧ или отказываться от современного лечения ВИЧ-инфекции и СПИДа. Все это, в конечном счёте, может только усугубить эпидемию ВИЧ-инфекции и СПИДа и препятствовать борьбе с нею.
Эта критика была озвучена на международном уровне, когда в 2000 году президент ЮАР Табо Мбеки пригласил нескольких диссидентов присоединиться к его консультативной группе по вопросам борьбы со СПИДом. Реакцией на это со стороны научного сообщество стало принятие «Дурбанской декларации», заявляющей, что ВИЧ является причиной СПИДа. Документ суммирует основные факты о ВИЧ и СПИДе, перечисляет основные свидетельства в пользу обусловленности СПИДа инфекцией ВИЧ и утверждает, что неуместное отрицание участниками движения свидетельств в пользу инфекционной природы СПИДа будет иметь пагубные последствия для борьбы с глобальной эпидемией. Документ подписали более 5 тыс. учёных и врачей (учёных, работающих в коммерческих компаниях, просили не подписываться). Позже Мбеки устранился от ведения дискуссии.
Недавнее исследование показывает, что отрицание вирусной природы СПИДа является подобным другим антинаучным идеологиям, таким как антивакцинное движение. Их объединяют такие общие черты, как признаки теорий заговоров и утверждения, что наука — это скорее догма или вера, чем знание, основанное на опыте и доказательствах.
Ниже приводятся возражения на аргументы участников движения.
«Бесспорного выделения ВИЧ по правилам, принятым в 1983 году Институтом Пастера, не сделано»
Этот аргумент противоречит всей истории исследования ВИЧ и СПИДа. Участники движения критикуют работу Галло, но при этом игнорируют другие работы, в которых ВИЧ был выделен, и все эти работы отвечают международным научным стандартам, в том числе работы Галло и Монтанье. ВИЧ был открыт в 1983. В том же 1983 было показано, что добавление ВИЧ в культуру CD4 лимфоцитов приводило к гибели этих клеток in vitro. В 1984 обнаружены антитела к ВИЧ, а сам вирус удалось клонировать. В 1985 секвенирован геном ВИЧ.
В 1986 открыт родственный вирус, получивший название ВИЧ-2. К середине 90-х годов были открыты родственные ВИЧ вирусы у животных, и подробно изучен цикл жизни ВИЧ. Кроме того, в 90-х годах путём объединения частей генома ВИЧ и родственных ему вирусов удалось создать несколько линий химерных вирусов. К 2000 году созданы детальные трёхмерные модели основных белков ВИЧ. Наконец, в 2002 нескольким учёным, использовавшим новые способы окрашивания, удалось сфотографировать перемещение ВИЧ в цитоплазме инфицированной клетки и его продвижение к ядру. Кроме того, в 2009 году с помощью 3D видеомикроскопии был детально изучен процесс распространения флуоресцентно-меченных вирионов ВИЧ в популяции Т-лимфоцитов.
В свете этих достижений необходимость выделения ВИЧ по стандартизованной технологии 70-х годов XX века, на которой настаивают Э. Пападопулос-Элеопулос и некоторые другие участники движения по отрицанию ВИЧ/СПИДа, неочевидна.
Большинство участников движения по отрицанию ВИЧ/СПИДа признают выделение и существование ВИЧ.
«Амазонские индейцы, которые не имели контакта с людьми вне их племён, имели норму ВИЧ-серопозитивных по результатам тестов, подтверждённых иммуноблотом, от 3,3 до 13,3 % в зависимости от изучаемого племени»
Эти данные, скорее всего, отражают неспецифическую реакцию антител в тех тестах на ВИЧ, которые использовались в 1985 году, и не были подтверждены более поздними исследованиями. Действительно, перекрёстные реакции в тестах с антителами к ВИЧ были более распространены в первой половине 1980-х годов, когда эти тесты были новыми для диагностики.
«ВИЧ может существовать в популяции Homo sapiens давно. Антитела к ВИЧ обнаружены при использовании стандартных методов в сохранённых образцах, сделанных в 1959, 1969 и 1976 годах»
Из этого никак не следует, что СПИД не обусловлен ВИЧ-инфекцией.
Кроме того, данный аргумент противоречит утверждениям некоторых участников движения о ненадёжности тестов на ВИЧ. Если тесты на ВИЧ ненадёжны, то исследования упомянутых проб крови тоже ненадёжны и заключение о существовании ВИЧ в 50-х, 60-х, 70-х годах не обосновано. И наоборот, если присутствие антител в упомянутых пробах свидетельствует, что образцы были получены от ВИЧ-инфицированных пациентов, то тесты на ВИЧ надёжны.
«Клетки, в которых выращивается ВИЧ, в лабораторных условиях не погибают»
ВИЧ убивает CD4+ Т-лимфоциты как в лабораторных условиях, так и внутри организма. Специфическое системное истощение популяции CD4+ Т-лимфоцитов происходит только при ВИЧ-инфекции и является причиной СПИДа. Гибель Т-лимфоцитов в заражённых ВИЧ культурах была обнаружена ещё в 1984 году. Кроме того, ВИЧ иногда вызывает СПИД у шимпанзе, а также у химерных мышей, выращенных с человеческими лимфатическими клетками.
«С 1984 года среднестатистические данные о сроке развития СПИДа после заражения ВИЧ увеличились с 3-х лет до 10—15 лет»
Изменение носит вполне закономерный характер — то, что болезнь развивается в течение 10—15 лет, можно установить только после того, как пройдёт не менее 10—15 лет после открытия болезни, и эти сроки могут быть значительно увеличены с помощью использования антиретровирусной терапии. СПИД был впервые описан в 1981 году. Кроме того, приводимая участниками движения оценка времени носит приблизительный характер и научно не обоснована.
«При существовании эпидемии и утверждении, что вирус вышел из так называемых „групп риска“, количество инфицированных должно возрастать»
Это верно только в том случае, если
- нет эффективных программ профилактики эпидемии,
- нет эффективного лечения инфекции, которое способно, как минимум, замедлить прогрессию болезни.

Правительства большинства стран поддерживают многочисленные программы профилактики ВИЧ-инфекции, а применение антиретровирусной терапии замедляет развития СПИДа у ВИЧ-положительных больных.
«Вероятность передачи вируса в одном половом акте слишком мала, чтобы утверждать, что вирус распространился в Африке после начала эпидемии (70-80 годы XX века) половым путём»
Люди вступают в сексуальную связь многократно на протяжении жизни, поэтому данные о вероятности передачи вируса в процессе одного полового акта нельзя переносить на население Африки. Следует также учесть, что существует ряд факторов, значительно увеличивающих вероятность передачи ВИЧ (венерические заболевания, секс по принуждению и др.).
Если даже ВИЧ в Африке не распространялся главным образом половым путём, это не доказывает, что он вообще не распространялся в Африке или что он не вызывает СПИД.
«За время официальной эпидемии население Африки почти удвоилось (1980—470 млн, 2005—880 млн)»
Средний возраст населения в Африке составляет 18 лет, поэтому ВИЧ просто не успевает оказывать ощутимого влияния на население Африки. Также в Африке присутствует 85 % случаев заражения малярией, убивающей в год 1,3-3 миллиона людей по всей Земле.
«Само определение больного СПИДом в странах южной Африки может быть дано без анализа на ВИЧ»
Тесты на ВИЧ широко используются в некоторых странах Африки. Вместе с тем в удалённых регионах критерием для вынесения заключения о наличии у человека ВИЧ-инфекции служат лишь одновременное сочетание «лихорадки», «диареи» и пониженной массы тела.
Следует подчеркнуть, что данный аргумент противоречит тезисам ряда диссидентов о том, что диагноз СПИД должен ставиться на основе наличия у пациента сопутствующих СПИДу болезней, а тесты на ВИЧ должны игнорироваться.
«Инфекционное заболевание обычно не должно быть присуще какой-либо группе населения»
Сексуально и парентерально передающиеся инфекции часто присущи определённым группам населения, как и ВИЧ-инфекция. Так, в течение эпидемии вирусного гепатита типа B (вирус передаётся половым путём, с кровью и её продуктами) в США инфицированными в первую очередь оказались мужчины-гомосексуалы, наркопотребители и больные гемофилией. В этих же группах населения впервые был описан СПИД.
«Показано, что влияние препаратов, разработанных якобы для борьбы с ВИЧ, неспецифично. Успех лечения СПИДа может объясняться успехом лечения обычных инфекций, а не ВИЧ»
Эффективность антиретровирусных препаратов нельзя свести к их действию на оппортунистические инфекции, так как оппортунистические инфекции у ВИЧ-отрицательных больных хорошо поддаются лечению различными препаратами. Напротив, применение обычных средств для терапии оппортунистических инфекций у больных со СПИДом неэффективно.
«Существуют так называемые нонпрогрессоры — люди, у которых обнаружены антитела к вирусу ВИЧ, но которые на протяжении 15-20 лет не проявляют признаков болезни; с позиции патогенности вируса ВИЧ феномен нонпрогрессоров на сегодняшний день не объяснён»
Существование нонпрогрессоров никак не противоречит позиции патогенности вируса ВИЧ. Существует множество патогенных и даже смертельно опасных возбудителей, инфицирование которыми не приводит к развитию заболевания у части людей, а ограничивается у них бессимптомным носительством.
Для нонпрогрессоров характерны несколько особенностей, которых нет у других ВИЧ-инфицированных людей: сильные иммунные цитотоксические реакции Т-лимфоцитов, генетические полиморфизмы в некоторых генах, связанных с иммунной системой, а также заражение ослабленными штаммами вируса и др. Исследователи ВИЧ и СПИДа полагают, что эти факторы обусловливают отсутствие у нонпрогрессоров СПИДа в течение долгого времени. У значительной части нонпрогрессоров СПИД всё же развивается, хотя и значительно позже, чем у других ВИЧ-инфицированных.
Нонпрогрессоры как уникальная группа пациентов активно исследуются с целью определения причин их устойчивости к вирусу, что может помочь в разработке лечения СПИДа и в разработке вакцины против ВИЧ-инфекции.
«Тесты на ВИЧ ненадёжны и часто дают ложноположительные результаты»
Специфичность тестов может быть оценена на больших выборках больных и здоровых людей. Так, из 230179 больных СПИДом, подвергнутых тестированию в США, 299 получили отрицательный результат. Используя эти цифры, мы можем оценить специфичность использованных тестов: 299*100/230179= <1 %, то есть погрешность тестов составляет менее 1 %. Однако таким образом оценивается количество ложноотрицательных срабатываний, которое никак не коррелирует с ложноположительными.
Этот простой расчёт согласуется с результатами специальных исследований специфичности тестов. Так, специфичность одного из наиболее широко используемых тестов была оценена в 98 %.
«Дюсберг утверждает, что количество РНК ВИЧ в крови может ничего не говорить о риске стадии СПИДа»
Дюсберг исказил суть цитируемой статьи. Авторы статьи никогда не утверждали, что не существует связи между количеством вирусной РНК в крови и СПИДом. Данное исследование предполагает, что количество вирусной РНК в крови — один из нескольких факторов, влияющих на снижение количества CD4+ Т-лимфоцитов. Тем не менее все эти факторы вносят прямой вклад в ВИЧ-инфекцию — в том числе, локализованные в лимфатических узлах белки ВИЧ, вызывающие гибель клеток. В ответ на заявления Дюсберга и других лжеучёных авторы статьи Бениньо Родригес (Benigno Rodriguez) и Майкл Ледерман (Michael M. Lederman) написали следующее:

«Не существует абсолютно никаких сомнений в том, что ВИЧ является причиной СПИДа; наша работа не только ни в малейшей степени не оспаривает истинность этого утверждения, но ещё более подтверждает его. Это можно легко видеть из нашего первичного анализа данных, который показывает, что, в среднем, индивидуумы с более высоким количеством вирусной РНК в крови имеют тенденцию терять CD4+ клетки быстрее, чем индивидуумы с более низким количеством вирусной РНК в крови… Важно, что это открытие воспроизводит, а не ставит под сомнение значение выдающейся работы Меллорса и соавт. (Mellors et al., 1997, Annals of Internal Medicine 126, 946—954), которые продемонстрировали это почти 10 лет назад. Таким образом, использование нашей работы для того, чтобы заявить о неверности тех более ранних выводов, представляет собой либо неаккуратный анализ, либо неаккуратное чтение, либо недобрые намерения».

### Другие движения по отрицанию
Движение по отрицанию ВИЧ/СПИД считают одной из разновидностей феномена «дениализм» — иррационального отрицания общепринятых фактов и научных данных.
- Лунный заговор
- Отрицание Холокоста
- Теории заговора относительно событий 11 сентября 2001 года

### Другие движения «медицинского диссидентства»
- Антивакцинаторство
- Антипсихиатрия
- Ковид-диссидентство

### Русскоязычные ресурсы
- Зазнобова, Н. А. Знать правду — значит бороться за жизнь :  [англ.] / Н. А. Зазнобова, А. С. Чернышова, А. В. Хабаров // Восточно-Сибирская правда. — 2000. — 28 October. — Рец. на ст.: Апокалипсис надо отменить! Интервью с В. А. Агеевым. Восточно-Сибирская правда, 2000 (22 июля)

- Кулинский, В. И. Вне науки // Восточно-Сибирская правда. — 2001. — 1 декабря.
- Канада. Активисты предупреждают: «СПИД-диссиденты» опасны для вашего здоровья.
- Супотницкий М. В.. Рассыпающийся фундамент Дюйсберга. Сайт Супотницкого Михаила Васильевича. — Рец. на публикации П. Дюйсберга[англ.]. [Статья опубликована в журнале Медицинская картотека, №№ 10−12 за 2004 г.]. Дата обращения: 15 августа 2019.
- Супотницкий М. В.. Почему нельзя создать вакцину против ВИЧ/СПИДа. Сайт Супотницкого Михаила Васильевича. Дата обращения: 15 августа 2019.
- ВИЧ-диссиденты, умершие от СПИДа
- Доказательство того, что ВИЧ вызывает СПИД
- Группа в социальной сети, отслеживающая последствия деятельности движения: ВИЧ-диссиденты и их дети
- Пётр Мейлахс. «ВИЧ-отрицатели — не сумасшедшие». В России хотят запретить отрицание ВИЧ. Возможно, такой запрет — не лучшая идея. Meduza (3 декабря 2019).
- Юля Галкина. Социолог Пётр Мейлахс — о том, как становятся СПИД-диссидентами. Почему растёт число людей, которые отрицают существование ВИЧ. The Village+ (5 октября 2016). Дата обращения: 15 августа 2019.

### Англоязычные ресурсы
- Страницы NIAID: HIV-AIDS connection, The Evidence That HIV Causes AIDS (англ.)
- Серия статей в журнале Science, рассматривающая заявления отрицающих (англ.)
- HIV Denial in the Internet Era // PLoS Medicine, August 2007
- Avert.org: Evidence that HIV causes AIDS
- AEGIS: News and Views on AIDS Causality
- How to spot an AIDS denialist, from New Humanist
- Сайт противостояния опасным теориям ВИЧ-диссидентов и достоверного информирования (англ.)
- aids-info.net/